# Misak
Els misak o guambians són un poble americà que habita al sud de Colòmbia al departament del Cauca. El seu Resguard Major està al municipi de Silvia, i habiten també en altres llocs propers, en el vessant occidental de la Serralada Central dels Andes colombians. Alguns han emigrat al departament de l'Huila, per a poder accedir a terres cultivables.
L'any 2021, un grup d'indígenes misak enderrocaren l'estàtua del conqueridor espanyol Sebastián de Belalcázar a la ciutat de Cali, al que acusaren de «genocidi, espoli, acaparament de terres, així com de la desaparició física i cultural dels pobles indígenes», en el marc de les jornades de protesta contra la reforma tributària del govern d'Iván Duque que pretenia pujar al 19% l'IVA de productes com els ous o la gasolina.

## Cultura
Pels misak, la terra és la Mare. La base de la seva economia és l'agricultura Els seus principals cultius són la blat de moro, la patatera, el cafè, l'ulluco, les llenties, el fesol, la col i les faves.
La seva autoritat principal és el Cabildo Major de Guambia, a Silvia. Els grups domèstics patrilocals són la base de l'organització social. Practiquen l'endogàmia ètnica i l'exogàmia veredal (de la comunitat local).
El seu pensament és dual, basat en oposicions com sol-lluna o masculí-femení. El mөrөpik és el remeier misak, és escollit entre els nens amb predisposició i educat per mitjançar amb els esperits. Realitza la cerimònia de neteja anomenada pishimarөp.
El vestit tradicional de l'home és un rebozo curt blau que emboliquen al voltant de la cintura, dos ponxos rectangulars i barret. Les dones porten un anaco, vestimenta pròpia dels misak, brusa d'un sol color i xal blau de llana.

## Llengua
Parlen la seva pròpia llengua, el namtrik o idioma guambià, que està estretament relacionada amb el totoró (parlat al municipi homònim) i les llengües coconuques, i ha estat classificada dins de la família de les llengües barbacoanes. Té cinc fonemes vocàlics i 17 consonàntics, entre els quals destaquen, com a peculiaritat, les consonants retroflexes.

### Vocals
|          | Anteriors | Centrals | Posteriors |
| Altes    | i         |          | o          |
| Mitjanes |           | ø        |            |
| Baixes   |           | a        |            |

### Consonants
|                  | labial | alveolar | retroflexa | palatal   | velar |
| oclusives sordes |        | t        |            |           | k     |
| africades        |        | ʦ        | ʈʂ [✍: tš] | ʨ [✍: ç]  |       |
| nasals           | m      | n        |            | ɲ [✍: ñ]  |       |
| fricatives       |        |          | ʂ [✍: š]   | ç [✍: ŝ]  |       |
| laterals         |        |          |            | ʎ [✍: ly] |       |
| vibrants         |        | r        |            |           |       |
| aproximants      |        |          |            | j [✍: i]  | w     |

El grup de consonants sordes 'p', 't', 'ts', 'tš', 'ç', 'k', es realitzen com a sonores 'b', 'd', 'dz', 'dζ' [ɖʐ], 'J' [ɟ], 'g' [ɡ], després d'una nasal o una alveolar. Les del grup 'p', 'tš', 'k', es realitzen com a fricatives sonores 'β', 'ζ' [ʐ], 'γ' [ɣ], entre vocals i al final de la paraula; o com 'f', 'š', 'x', al final de la paraula. La consonant 'k' es palatalitza abans d'i' (ky / ç). La consonant 'n' sona 'm' abans de la 'p' o 'b'.

## Galeria fotogràfica

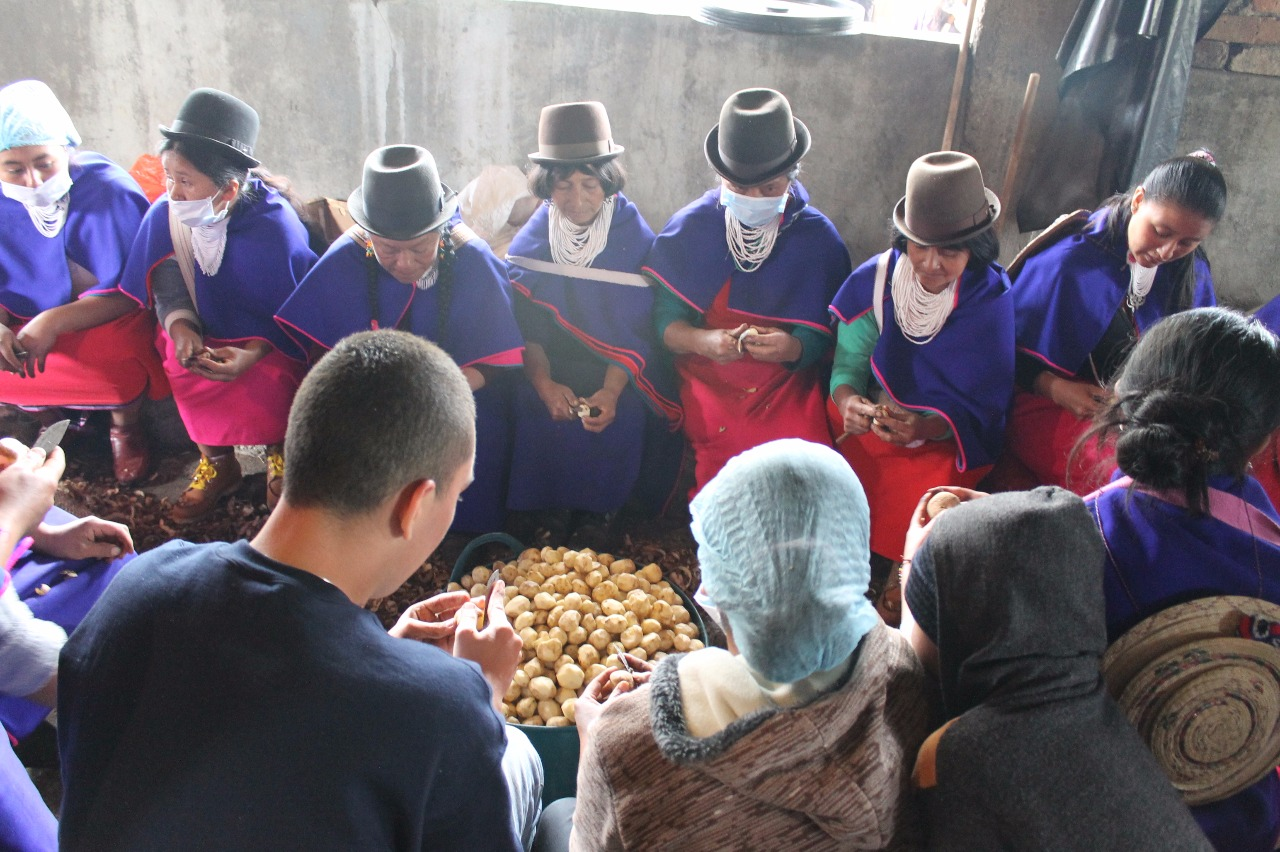
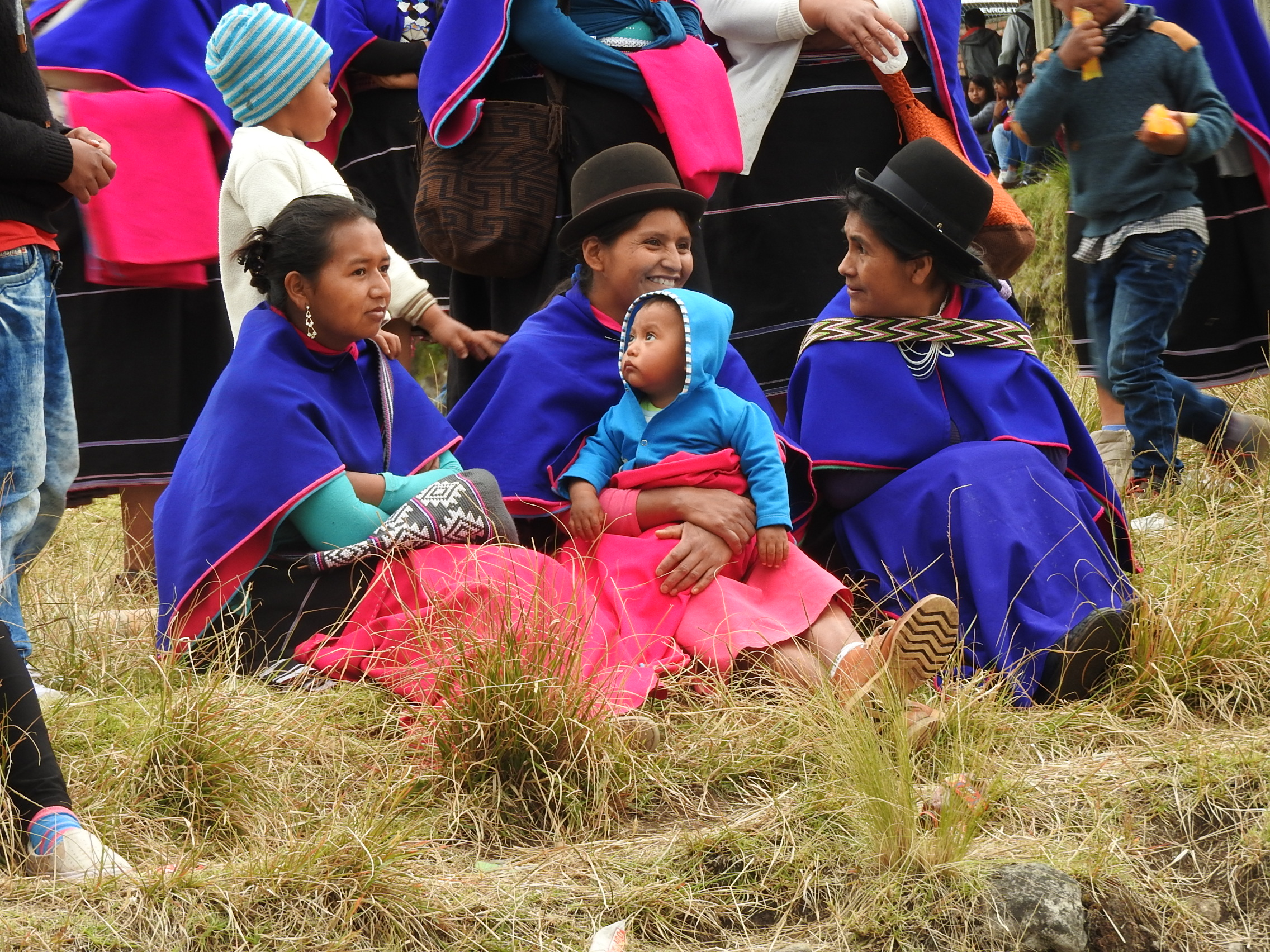
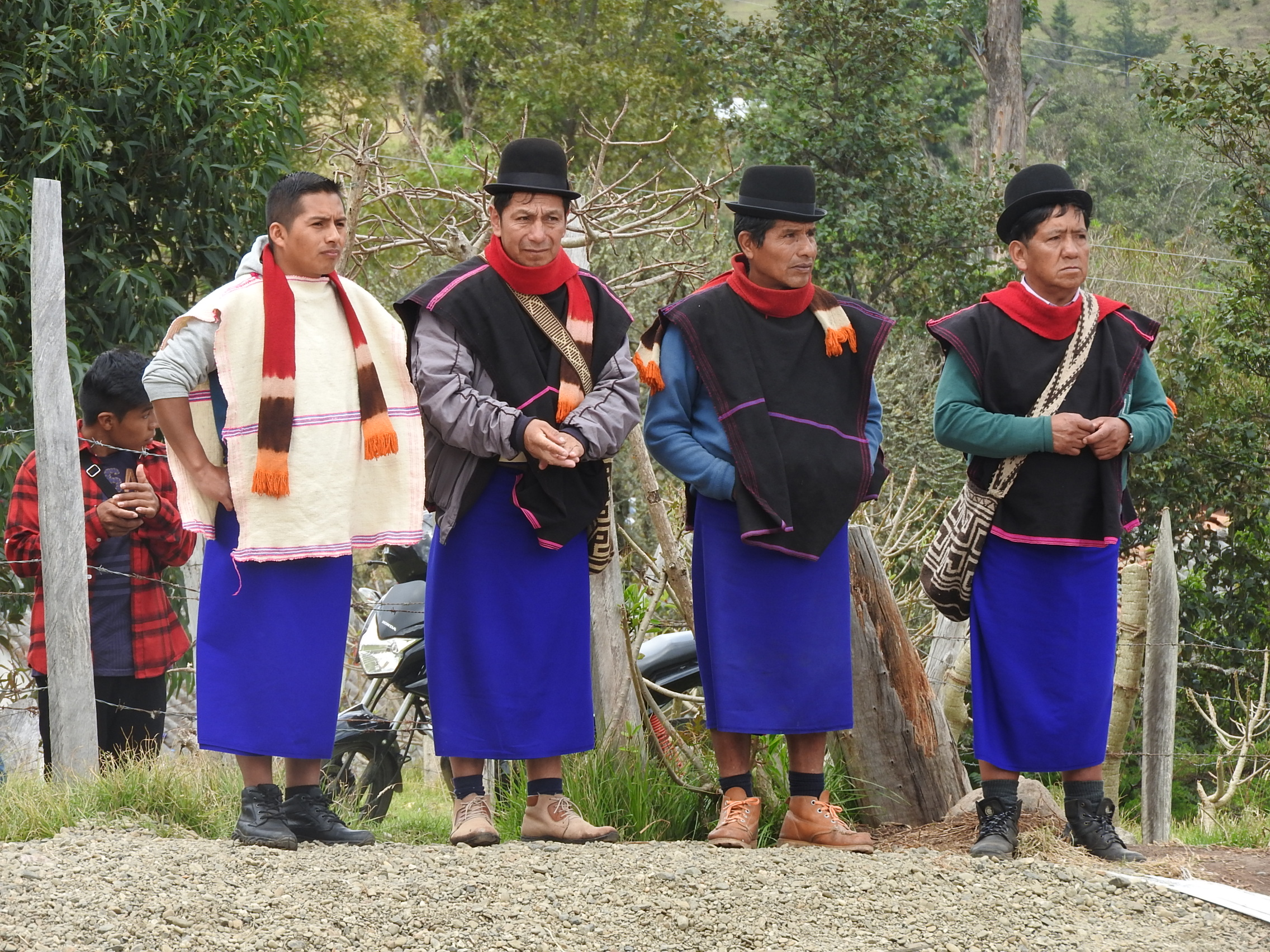
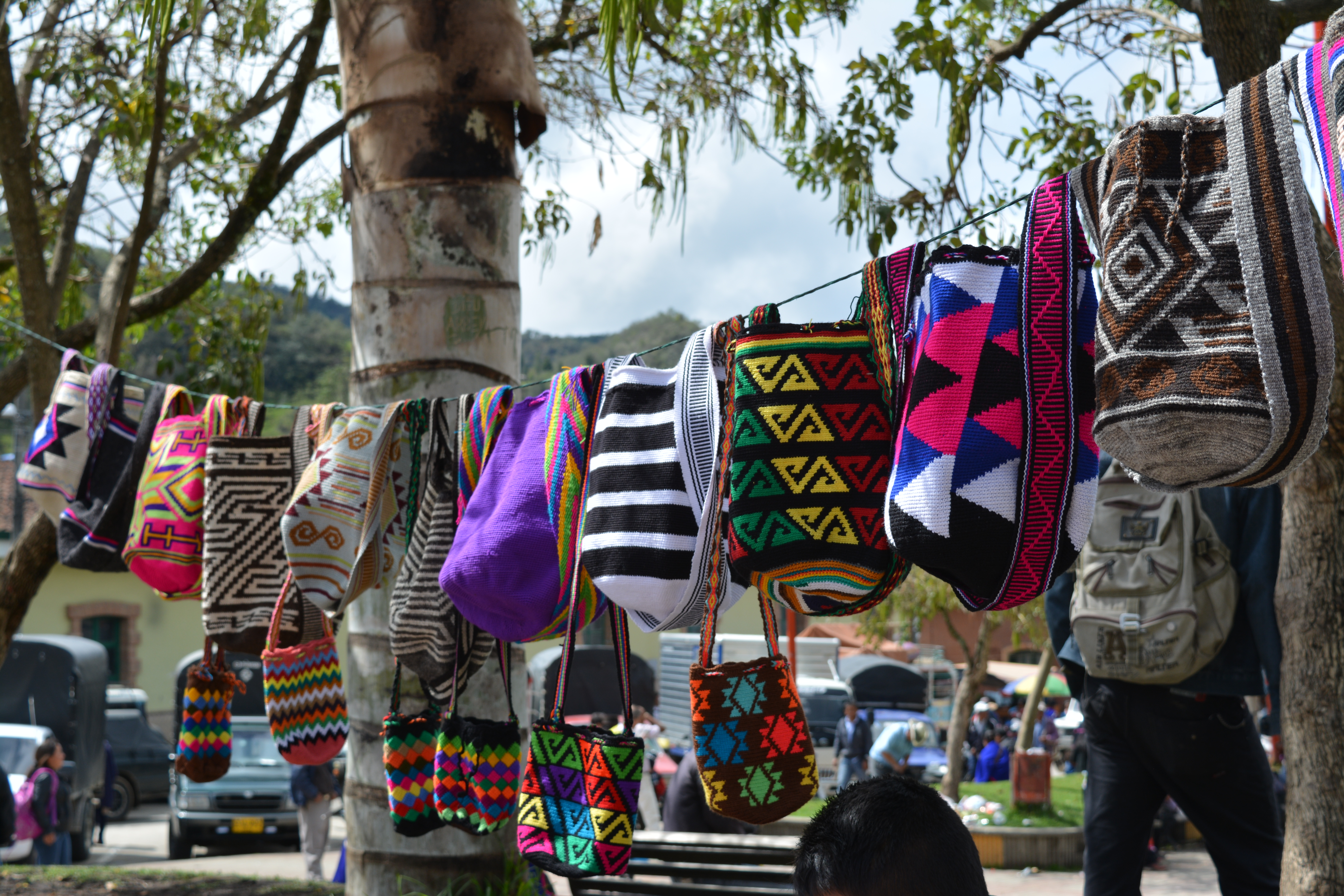
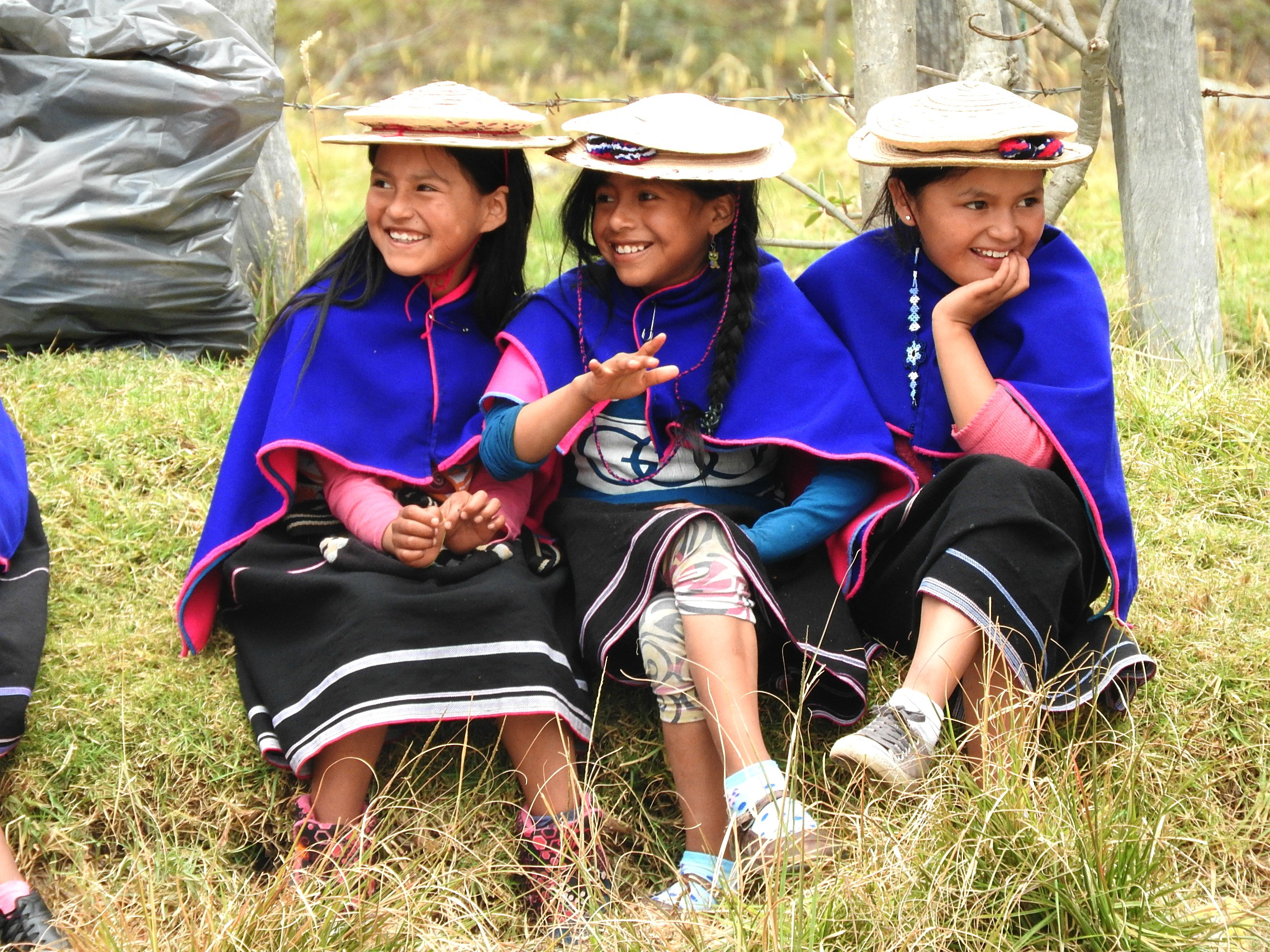